# Ptericoptus intermedius
Ptericoptus intermedius là một loài bọ cánh cứng trong họ Cerambycidae.